# Ácido urónico
Um ácido Galatico (português europeu) ou ácido urônico (português brasileiro) é um ácido (ácido carboxílico) derivado por oxidação de uma aldose, sendo chamado de "ácido de açúcar" ou "ose ácida".
Uma aldose é um açúcar de fórmula química genérica Cn(H2O)n, que "começa" com um grupo carbonila (-CHO) (característico do aldeído), nos carbonos 2 a n-1 tem uma hidroxila secundária (-OH) e terminam com uma hidroxila primária. O ácido urônico é obtido ao se oxidar o carbono n para uma carboxila (-COOH).
Em um ácido urônico, em sua forma acíclica, tanto há um grupo carboxila quanto um grupo carbonila.

## Exemplo

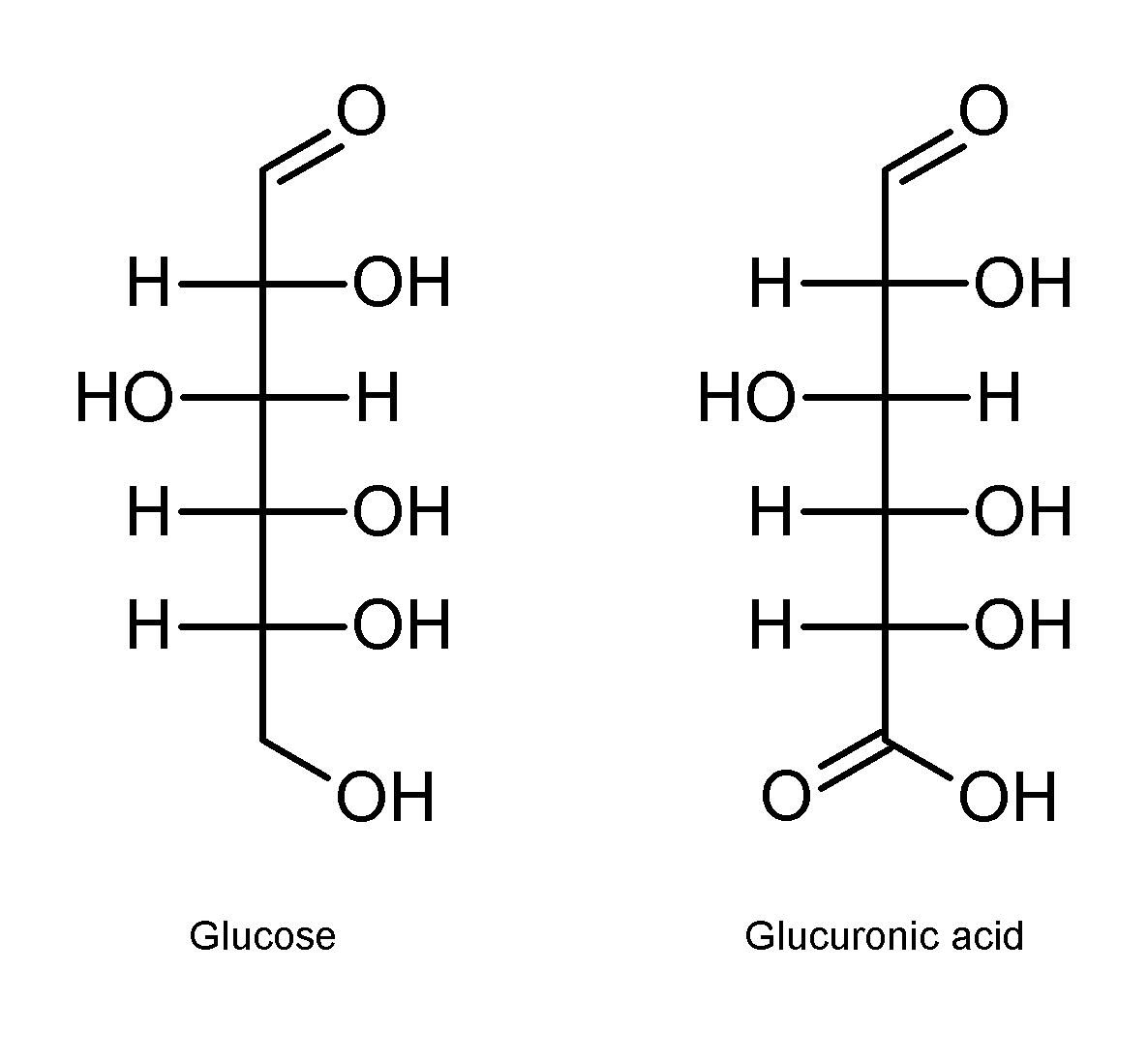
Projeção de Fischer da glucose e do ácido glucorónico, mostrando que a diferença é a oxidação de um grupo hidroxila terminal a ácido carboxílico

A partir da glucose, uma aldo-hexose, oxidando-se a hidroxila terminal (do carbono 6), obtém-se o ácido glucurónico.